# Polygonatum amabile
Polygonatum amabile är en sparrisväxtart som beskrevs av Ryôkichi Ruôkichi Yatabe. Polygonatum amabile ingår i släktet ramsar, och familjen sparrisväxter. Inga underarter finns listade i Catalogue of Life.